# Любовь с первого взгляда (телеигра)
«Любовь с первого взгляда» — телеигра, романтическое шоу. Производилась телекомпанией «Игра-ТВ» по лицензии английской фирмы «Action Time». Выходила с 12 января 1991 по 4 сентября 1996 года на Первой программе ЦТ, 1-м канале Останкино и ОРТ и с 21 сентября 1997 по 31 августа 1999 года на РТР. Вели передачу Алла Волкова и Борис Крюк.
С 1 марта по 9 июля 2011 года выходила на телеканале «MTV Россия». Вели передачу Эвелина Блёданс и Таир Мамедов.
С 13 сентября по 27 декабря 2015 года на телеканале «Интер» выходила украинская версия передачи с ведущими Василисой Фроловой и Андреем Доманским.

## История
В сентябре 1990 года компания «Совтелеэкспорт» начала сотрудничество с английской фирмой «Action Time» и пригласила Владимира Ворошилова и Наталию Стеценко выбрать из предложенных англичанами один игровой формат для дальнейшей работы. Была выбрана романтическая телеигра «Love at First Sight», у которой в Великобритании на тот момент был отснят только «пилотный» выпуск (фрагменты из него были показаны в рамках первого выпуска телеигры в СССР). Тем самым, передача стала вторым лицензионным продуктом в истории советского и российского телевидения (первым была телеигра «Счастливый случай», выходившая с 1989 года).
В качестве ведущей Ворошилов и Стеценко выбрали Аллу Волкову, на тот момент работавшую редактором в передаче «Что? Где? Когда?» и в совершенстве знавшую английский язык. Соведущим же должен был изначально стать знаток «Что? Где? Когда?» Андрей Козлов, однако произошла рокировка — Козлов ушёл в «Брейн-ринг», а Ворошиловым в итоге был выбран его пасынок Борис Крюк.
Первые сезоны программы снимались при непосредственном участии съёмочной группы из Великобритании, предоставившей фирме «Игра» студийные декорации, графику и оборудование. Вплоть до 1992 года передача завершалась демонстрацией заключительных титров с указанием всех сотрудников. Сам Владимир Ворошилов, согласно словам Бориса Крюка, был заинтересован процессом съёмок в меньшей степени, воспринимая программу как образец пошлости.
С 1992 года передача выходила на 1-м канале Останкино. Потом телеигра перешла на образованный телеканал ОРТ. Был заключён договор на два года, согласно которому ОРТ должно было платить Международной ассоциации клубов (МАК) «Что? Где? Когда?» $30 000 за каждый выпуск передачи. Но уже в сентябре 1995 года появившееся АО «ОРТ-Реклама» оштрафовало телеканал на $1,3 млн, мотивируя это наличием в эфире спонсорской рекламы, превышающей указанные в договоре ограничения. После этого ОРТ перестало выплачивать деньги МАК за производство всех передач ассоциации, включая «Что? Где? Когда?» и «Брейн-ринг».
Как следствие, с января 1996 года МАК «Что? Где? Когда?» начала судиться с ОРТ, требуя от телеканала сумму в $2,295 млн за все произведённые ими программы. Несколько раз иски МАК были отклонены по разным причинам, а отношения с акционером ОРТ Борисом Березовским стали обостряться. В конечном итоге МАК обратилась в Высший арбитражный суд, и дело было выиграно, чем Березовский был недоволен. Тем самым, творческая группа передачи покинула «первую кнопку» и перешла на телеканал РТР, где в ночное время получала стабильно высокую аудиторию в 3,5 %.
После дефолта 1998 года в производстве телеигры наступили финансовые трудности: телекомпании «Игра» было невыгодно снимать помещение и аппаратуру для съёмок, и передача была закрыта в середине 1999 года по обоюдному согласию производителя и заказчика. В 2000 году Борис Крюк предпринял попытку переосмысления передачи посредством её проведения в ночных клубах или кафе в прямом эфире, которая в дальнейшем не была реализована.
На протяжении своего существования передача вызывала, в основном, критические отзывы телевизионных обозревателей и публики. Претензии сводились к легкомысленной и вульгарной по своему существу концепции программы.
Не очень долгое время, с марта по июль 2011 года, на российском телеканале «MTV» выходила обновлённая версия шоу с ведущими Эвелиной Блёданс и Таиром Мамедовым, производившаяся другой компанией — «Mastiff». Однако большой популярности она не вызвала.

## Правила игры
Первый день. Три девушки и трое молодых людей впервые встречаются в студии программы, где отвечают на каверзные вопросы ведущих. Молодые люди сидят слева, девушки справа, а ведущие находятся в центре, между участниками. После того, как о каждом из участников удалось составить представление, ведущие предлагают голосовать. Девушки и молодые люди должны выбрать себе пару с помощью нажатия кнопок, после чего компьютер определяет, совпали ли пары. Пара совпала, если девушка и молодой человек выбрали друг друга: «с первого взгляда». Совпавшие пары отправляются по различным ресторанам.
Второй день. Пары возвращаются в студию, чтобы во втором этапе игры ответить на вопросы ведущего, о том как поведут себя молодой человек или девушка в той или иной жизненной ситуации. За каждый правильный ответ паре даётся один «выстрел» на компьютере. После того, как все вопросы заданы, один из партнёров (любой — по договорённости), управляя джойстиком, «стреляет» в «сердца» на экране в студии (поле формата 4:3, с 10 секторами по периметру, одно «сердце» может занимать 2 клетки и более). На каждый «выстрел» даётся четыре секунды (но время предоставляется на все выстрелы сразу). За каждое попадание в «сердце» паре вручается приз. Среди «сердец» также замаскированы главный приз — «Романтическое путешествие», и проигрыш в игре — «Разбитое сердце» (пара теряет все призы). При выпадании этих двух секторов игра заканчивается (как и в том случае, когда кончилось отведённое на «выстрелы» время).
Примерно в половине случаев пара не успевала совершить все выигранные выстрелы.
В дальнейшем правила игры изменились. Среди совпавших пар зрители в студии своим голосованием (замеряется шум аплодисментов) стали выбирать одну пару, которая вернётся в студию и продолжит участие во втором этапе, проводившемся в этот же день. Число секторов-сердец сократились до 6, а также с экрана был убран сектор «Разбитое сердце». Пара, ответившая:
- на 6 вопросов — получала романтическое путешествие и 5 иных призов (каких — не уточнялось);
- на 5 вопросов и менее — соответствующее количество призов, но не более совпавшего числа ответов. В 1997 году в юбилейной игре, посвящённой первой годовщине Русского радио, принимали участие ведущие этой радиостанции: Саша Сафонова, Ольга Иевлева, Алёна Бородина, Антон Голицын, Глеб Деев и Марсель Гонсалес. В этой игре совпало две пары: Ольга Иевлева и Глеб Деев, Алёна Бородина и Марсель Гонсалес, и именно эта пара вела борьбу за «Романтическое путешествие».

### На телеканале «MTV Россия»
После возобновления передачи на телеканале «MTV Россия» правила были дополнены. Свидания участников проходят в три части: в первой части происходит обычное общение между участниками, во второй — участники демонстрируют свои таланты, а в третьей — участники отвечают на вопросы ведущих на эрудицию (обычно по истории). Те участники, что ответили неправильно, должны снять с себя одну вещь (а в этом конкурсе вещей на них немного). Дальше по обычным правилам: голосование, «идеальной пары» в ресторан, свидание и возможность выиграть романтическое путешествие. Сектор «Разбитое сердце» в этой версии вернулся.

## Пародии
- В 1990-х годах в юмористической программе «Джентльмен-шоу» были сделаны три пародии. Первая пародия вышла в 1994 году с аллюзией на название программы: «Любовь с первого раза». Ведущих (Алика и Аллу) играл Олег Филимонов, а участников (как мужчин, так и женщин) — комик-труппа «Маски» (Георгий Делиев, Владимир Комаров и Михаил Волошин). Вторая пародия была сделана в 1997 году в рамках постоянной рубрики «Одесская коммунальная квартира». В ней передача называлась «Любовь с последнего взгляда». Роль ведущего исполнял Олег Школьник. Третья пародия была сделана в 1999 году под названием «Любовь с первых долларов», где ведущим был Олег Филимонов, роль соведущей играла Ирина Токарчук, а участников — их коллеги.
- В 1992 году на передачу сделала пародию команда КВН ДГУ («Ненависть с первого взгляда»[22]), а в 2012 — команда КВН «Уральские пельмени».
- Передача упоминается в 9 выпуске программы «Оба-на!»[23].
- В 2020 году передача «Вечерний Ургант» четыре раза провела одноимённую рубрику под заставкой оригинальной версии программы. Суть рубрики состояла в том, что гость программы (мужчина), у которого глаза закрыты маской, пытается угадать свою партнёршу среди трёх кандидатов, произносящих подсказки с искажёнными голосами[24].